# Pagode
Pour les articles homonymes, voir Pagode (homonymie).
 (janvier 2025).

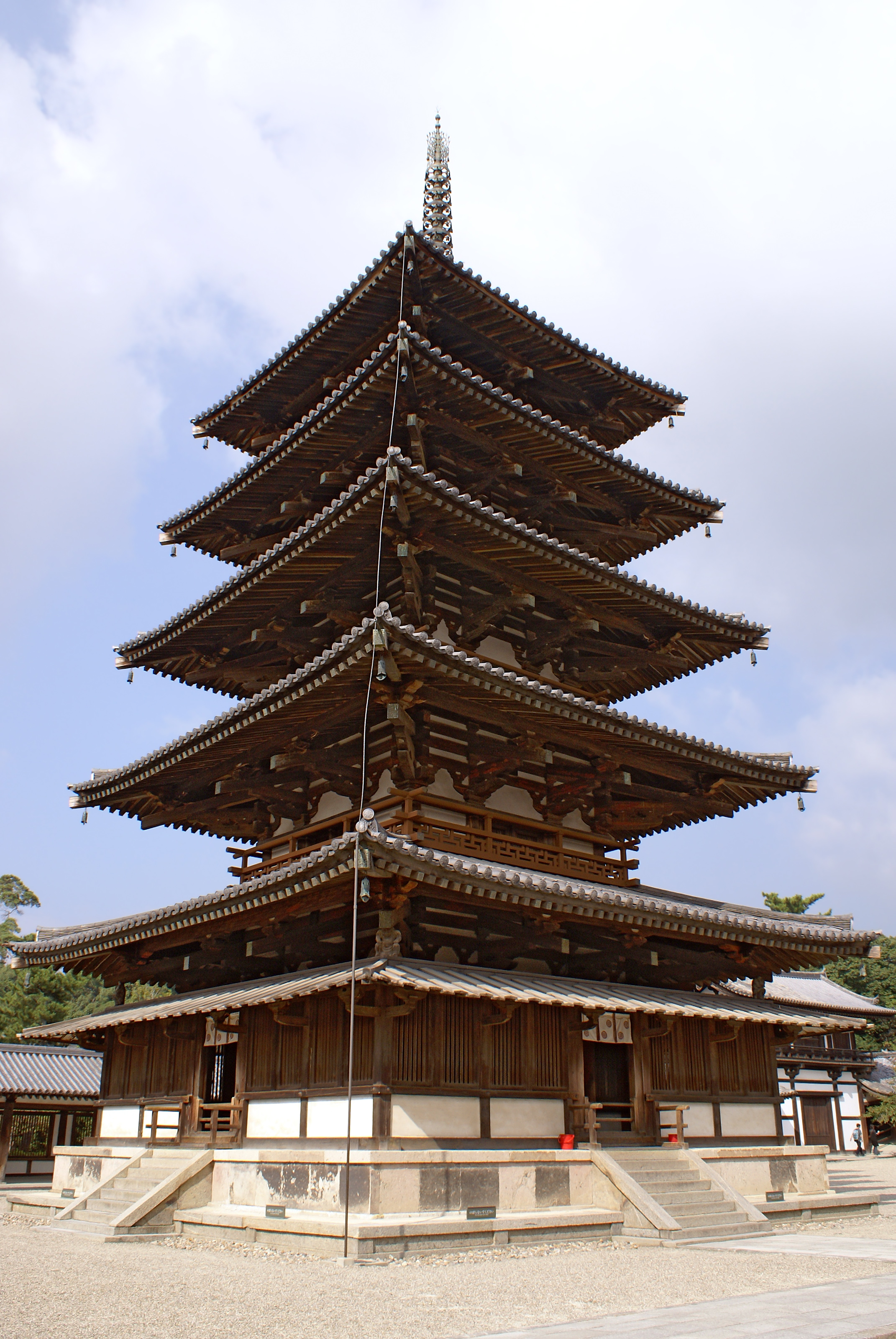
Pagode du Hōryū-ji au Japon

La pagode est un bâtiment qui abrite une ou des reliques bouddhiques et qui constitue en tant que tel un lieu de culte et de pèlerinage pour les bouddhistes.
La pagode se présente sous la forme d'une tour de plusieurs étages, circulaire, octogonale ou carrée, caractérisée par un toit évasé ou en épi. C'est la forme qu'a prise le stûpa d'Inde, ou zedi, dans le monde chinois et plus généralement en Asie de l'Est.

## Étymologie
On trouve différentes explications étymologiques.
Pagode est un terme issu du portugais pagoda, qui sera plus tard adopté en anglais et en français; pagoda dérive lui-même probablement du sanskrit bhagavat, (« saint, divin ») ou du persan but kadah (« maison des idoles »). D'abord employé par les explorateurs portugais pour nommer les temples indiens, il passe ensuite en anglais, et désigne bientôt spécifiquement une tour à plusieurs étages que l'on trouve dans les complexes monastiques bouddhistes, en particulier en Asie de l'Est.
Le mot pourrait aussi venir du dravidien pagôdi ou pagavadi (nom de Kali, épouse de Shiva), lui-même issu du sanskrit bhagavati, signifiant « déesse », féminin de bhagavan, « saint, divin »,. En français, c'est le terme paxode (dont on ne sait s'il était masculin ou féminin) qui apparaît en 1545 dans une lettre de saint François Xavier au sens de « temple des pays d'Extrême-Orient ».
Enfin, selon le Dictionnaire Héritage du sanscrit de Gérard Huet, « pagode » vient du pali dhātugabbha (lui-même issu du sanskrit dhātugarbha, terme qui signifie « reliquaire pour les cendres »); il est devenu dāgoba  à Ceylan, puis pagode dans les langues occidentales.

## Histoire des formes

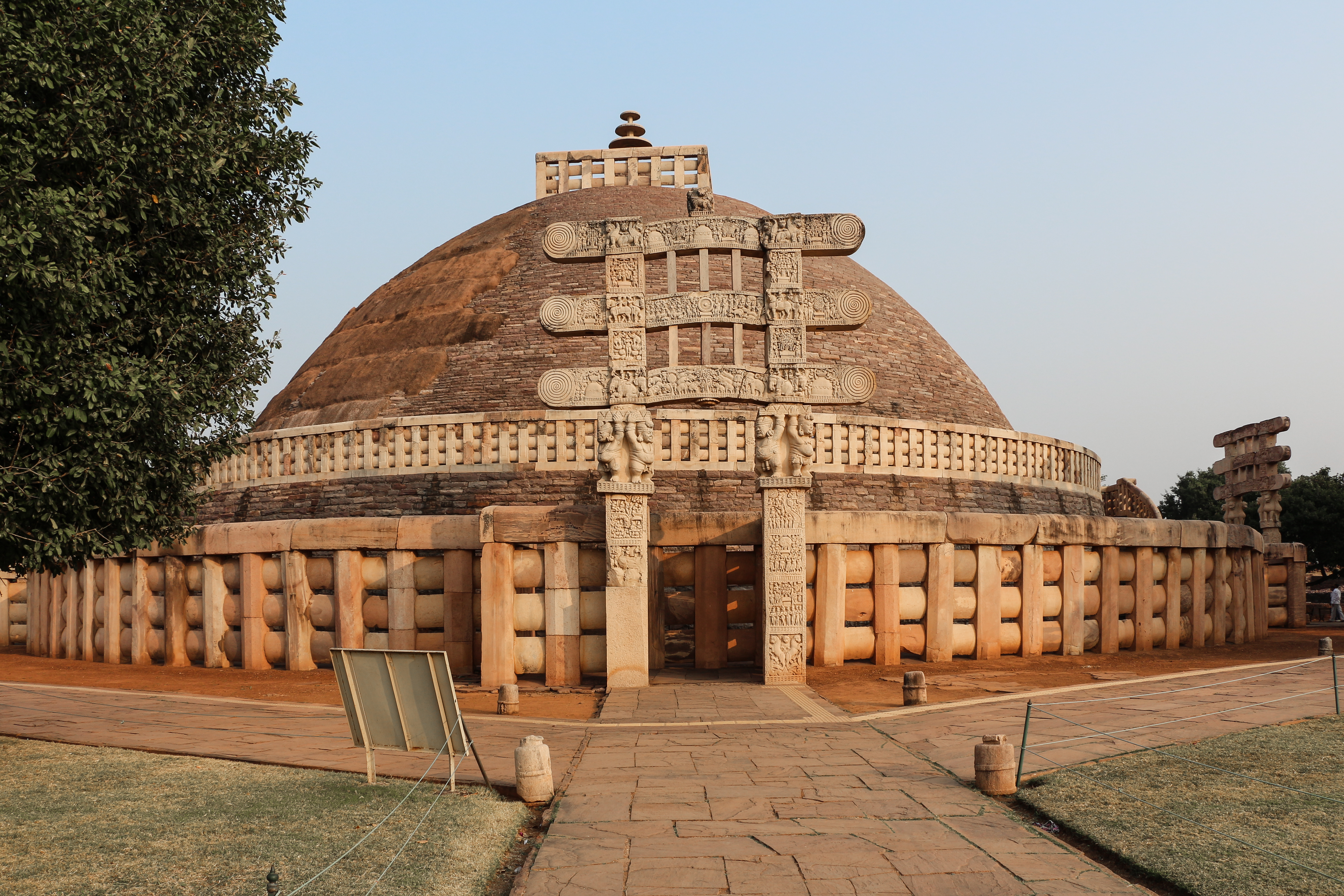
Sânchî, Stupa 1. De bas en haut: tambour, coupole, balustrade, parasol (v. texte ci-contre).

La pagode vient des stûpas de l'Inde. Rappelons brièvement que ce type de bâtiment est une grosse masse de maçonnerie dans laquelle on a aménagé une cavité pour accueillir des reliques. Cette cavité sera définitivement inaccessible une fois la construction terminée. L'édifice présente souvent un dôme monté sur un tambour sur lequel on bâtit une balustrade carrée, avec au centre un mât qui porte un ou plusieurs parasols, cet élément pouvant symboliser l'axe du monde. Une autre balustrade entoure en général le monument, avec une porte à chaque point cardinal. 
Cette forme est fixée assez tôt, mais elle sera reprise avec des interprétations qui varieront selon les époques et les régions. Ainsi, le stupa, qui s'appellera plus tard « pagode » s'est-il propagé avec le bouddhisme à partir du[réf. souhaitée] IIe siècle en Chine, puis en Corée ainsi qu'au Japon. La forme du stûpa indien en demi-sphère — s'est diversifiée lors de sa propagation en Asie, jusqu'à présenter, comme c'est le cas de la pagode, une architecture qui s'éloigne en partie des stûpa d'origine. 
En Chine, la pagode, au centre des grands temples bouddhiques, présentait différents avantages et fonctions. Elle pouvait servir par exemple de tour d'observation. La possibilité que la construction offrait de surveiller les mouvements des ennemis constitue également un atout indéniable. Enfin, par sa grande taille, en navigation maritime et fluviale, la pagode servait de point de repère, étant donné que les embarcadères ou les ponts en étaient proches.
Composées de plusieurs étages, construites en maçonnerie, pierre et brique, dépourvues de colonne centrale (shinbashira), les pagodes présentent un vaste espace intérieur, avec un accès aux étages par des escaliers. De l'époque des Han (25-220) jusqu'à la dynastie des Qing (1644-1911), elles ont une fonction hautement religieuse, servant de lieu de culte et de conservation de reliques pour l'Empire du Milieu, d'orphelinat, d'écoles, de lieux de rencontre entre villageois, tout en continuant à pouvoir servir d'observatoire, comme dans le cas de la pagode octogonale Liaodi.
En Corée, on trouve des monuments en pierre imitant les pagodes chinoises, témoignant de l'époque des invasions chinoises dans le pays.
Au Japon, contrairement à la Chine, la pagode, appelée tō (塔), est construite en bois (comme l'essentiel de l'architecture religieuse japonaise) et accompagnée d'un shinbashira (心柱), une épaisse colonne centrale qui assure sa stabilité malgré les séismes, et ce dès le VIIe siècle. Comportant également plusieurs étages, le plus souvent cinq, elle se présente comme un objet d'art et est principalement destinée à être admirée. Les pagodes sont constituées d'un socle, d'un corps et d'une flèche ou d'un épi, mais sans escalier. Certaines de ces constructions en bois sont toujours visibles à l'heure actuelle.

### Galerie

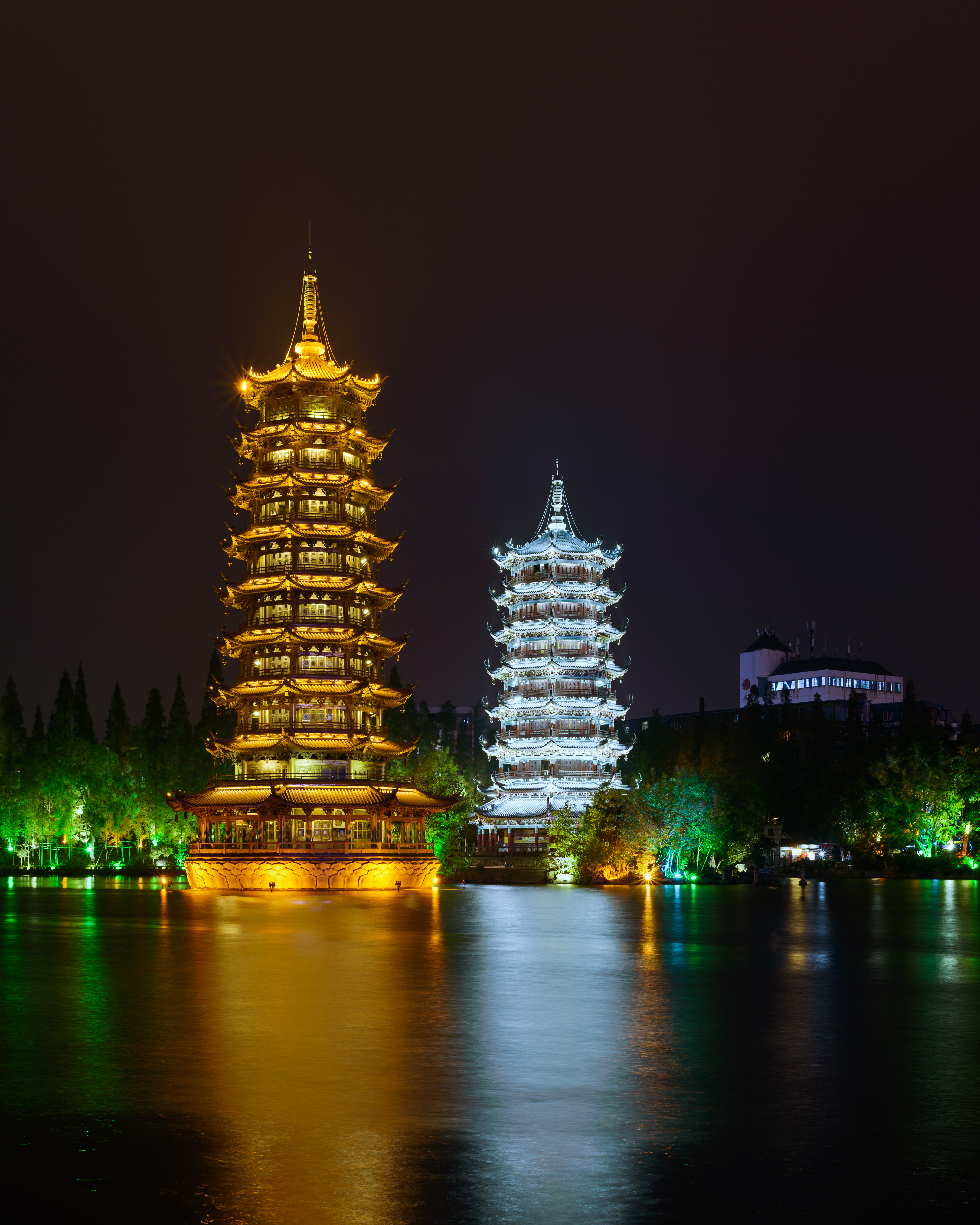
Pagodes à Guilin (Guangxi, Chine).
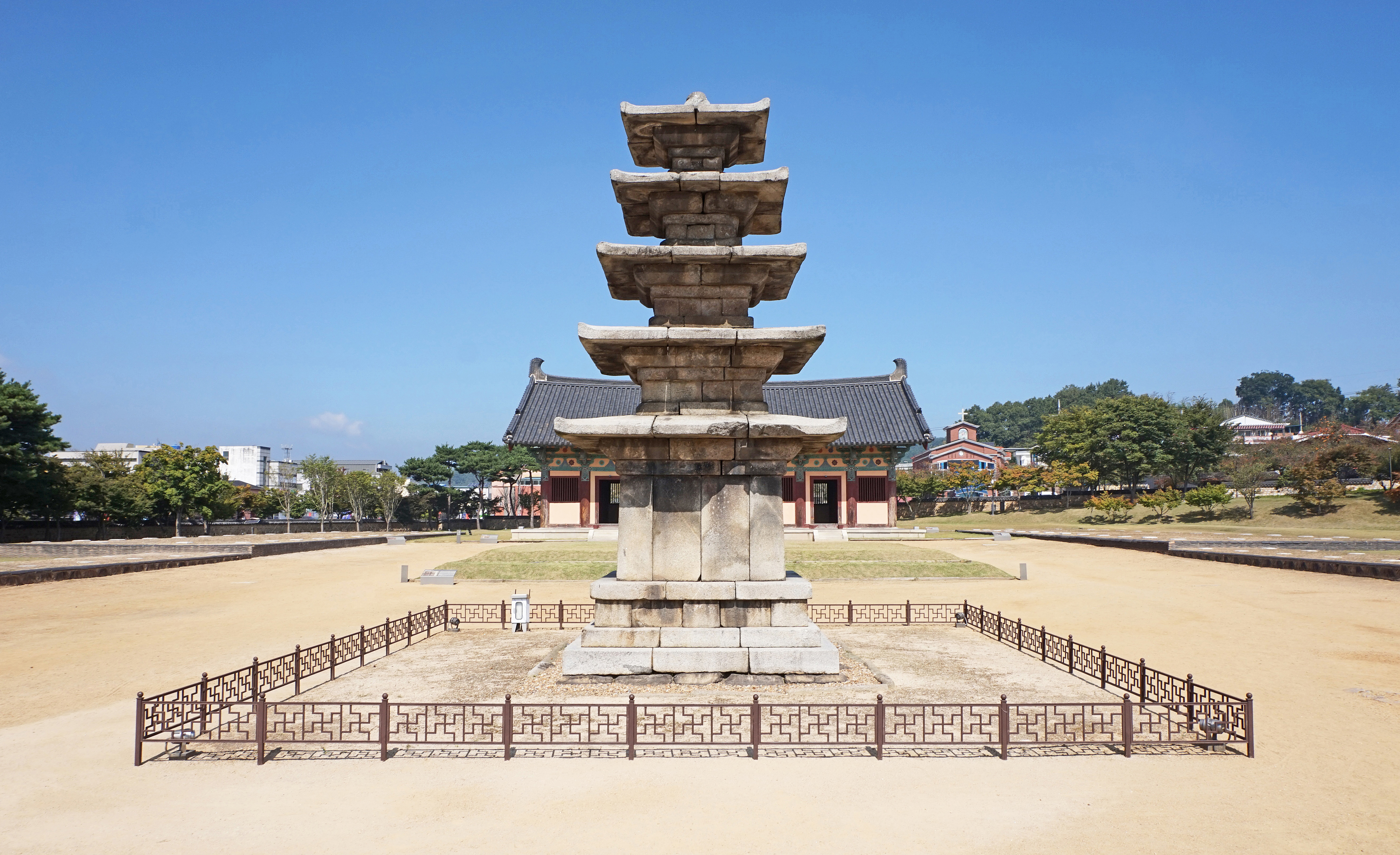
Pagode en pierre à cinq étages du temple de Jeongnimsa (Corée).

## Matériaux

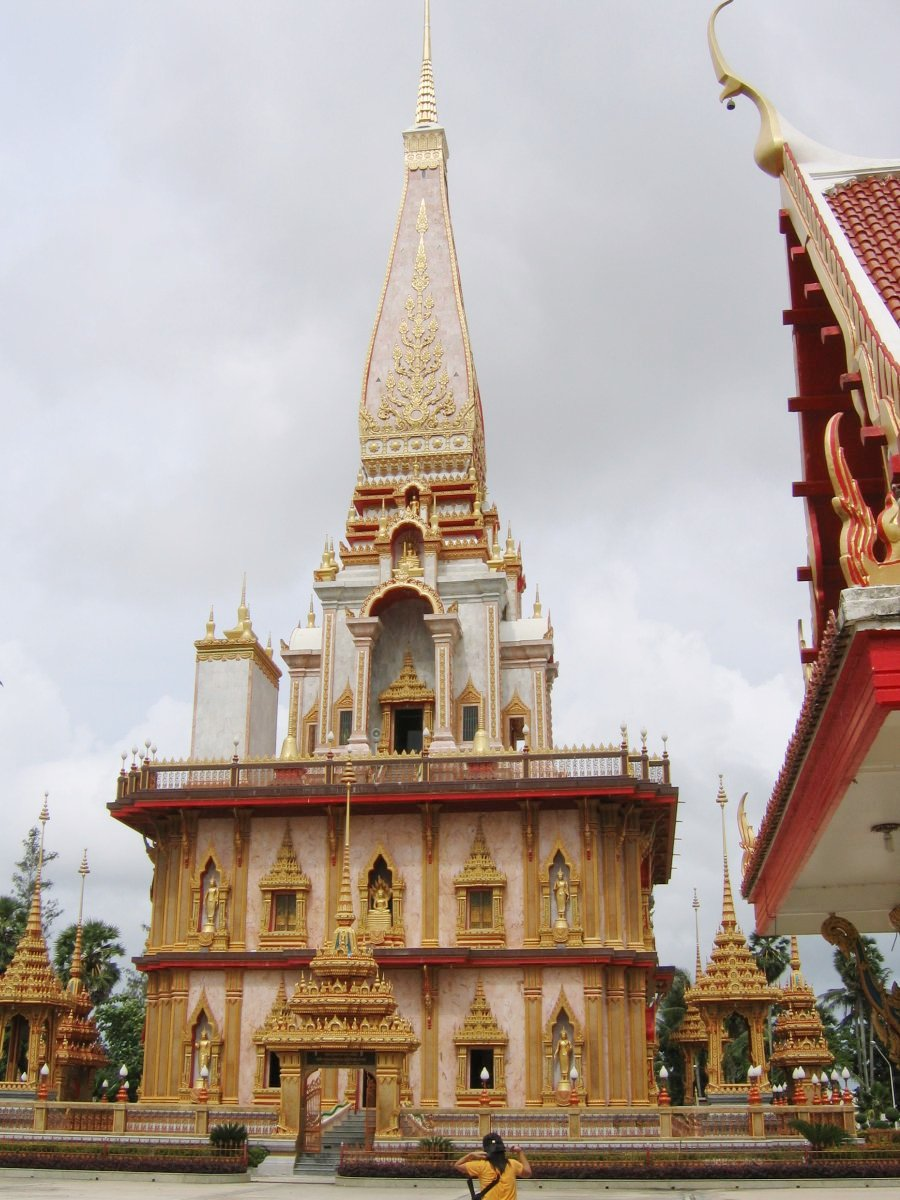
Pagode à Phuket, en Thaïlande

### Le bois
Sous les Han, les pagodes étaient en bois, comme la plupart des constructions de l'époque. Malheureusement, le bois prend feu assez facilement, pourrit et peut être ravagé par les insectes. C'est pourquoi seul un petit nombre d'entre elles a  subsisté.
En revanche, lors d'un séisme, ce sont les pagodes en bois, plus souples, qui résistent le mieux, alors que les pagodes en maçonnerie s'effondrent plus facilement. L'usage du bois a donc été favorisé au Japon, pays frappé chaque année par des séismes ou des typhons. Aussi les pagodes en bois sont-elles principalement présentes au Japon, si l'on excepte la pagode Sakyamuni du temple Fogong en Chine, qui date du XIe siècle et mesure 67 mètres de haut.

### La pierre et la brique
Remplacer le bois par de la brique et de la pierre a rendu les pagodes plus résistantes au feu. L'utilisation de ces matériaux a contribué à réduire la taille des avant-toits étant donné que la brique a une assez faible résistance flexionnelle et de cisaillement. 
En 2009, la Chine compte encore quelques pagodes en bronze, fer céramique ou composées de briques et tuiles vernissées.
La pagode octogonale Liaodi (terme signifiant « Observation de l'ennemi ») de 1055 du temple Kaiyuan (开元寺) à Dingzhou (nord de la Chine), haute de 84 mètres et totalisant 11 étages, est construite en maçonnerie. Typiquement chinoise, elle est la plus haute des pagodes anciennes existant encore. Les avant-toits, constitués de couches de briques, sont courts. Un escalier est logé dans la partie centrale et la pagode est dotée de portes et de fenêtres réelles.